# سیارک ۱۷۷۴۸
سیارک ۱۷۷۴۸ (به انگلیسی: 17748 Uedashoji، نامگذاری:1998CL) هفده هزار و هفتصد و چهل و هشتمین سیارک کشف شده‌است که در ۱ فوریه ۱۹۹۸ کشف شد.